# 롭 페이지
로버트 존 페이지(영어: Robert John Page, 1974년 9월 3일 ~ )는 웨일스의 전 축구 선수이자 현 축구 지도자로 선수 시절 포지션은 수비수였다.